# Marc Wiel
Marc Wiel est un urbaniste français, ingénieur de l'école centrale Paris (Promotion 1963), né le 2 août 1940, à Saint-Omer et décédé le 31 octobre 2014 à La Tronche. Il fut directeur de l'agence d'urbanisme de la communauté urbaine de Brest, puis du Pays de Brest (Adeupa) de 1981 à 2001. À côté de ses responsabilités de praticien, il menait des recherches sur l'urbanisme, et plus particulièrement sur les rapports entre transport et l'aménagement. 

## Publications
- Grand Paris - Vers un plan B, Paris, La Découverte, 2015
- Grand Paris - Sortir des illusions, approfondir les ambitions, avec Jean-Pierre Orfeuil, Paris, Scrineo, collection Modes de ville, 2012
- Grand Paris - Premier conflit né de la décentralisation, Paris, L'Harmattan, 2011
- Etalement urbain et mobilité, Paris, La documentation française, 2010
- Pour planifier les villes autrement, Paris, L’Harmattan. 2007
- Ville et mobilité : un couple infernal ?, Paris, Éditions de l’aube. 2004
- Ville et automobile, Paris, Descartes & Cie, 2002
- La transition urbaine ou le passage de la ville pédestre à la ville motorisée, Liège, Mardaga, collection Architectures + recherches. 1999
- "La Transition urbaine", in Villes bonnes à vivre, villes invivables, Revue du MAUSS n°14, 1999, Paris, La Découverte.